# Dreihansen
Dreihansen ist eine Häusergruppe, die zur Stadt Lößnitz (Erzgebirge) gehört. Bekannt ist die Siedlung durch den Gasthof Dreihansen und durch den nahe gelegenen Schieferbruch.
Der Ort gehörte wie Lößnitz bis 1885 zum Amt Stein der Schönburgischen Herrschaften und wurde dann in die Amtshauptmannschaft Schwarzenberg integriert. Dreihansen galt im Jahre 1870 noch als eigenständiges Dorf. 